# Bhutan op de Olympische Zomerspelen 2016
Bhutan nam deel aan de Olympische Zomerspelen 2016 in Rio de Janeiro, Brazilië. Net als bij de voorgaande vijf edities van de Spelen zond Bhutan twee atleten naar de Spelen. De olympische ploeg van Bhutan bestond net als bij de Spelen van 2012 alleen uit vrouwelijke atleten.

## Deelnemers en resultaten

### Boogschieten
| Olympiër | Discipline      | Resultaat | Prestatie                                                                  |
| -------- | --------------- | --------- | -------------------------------------------------------------------------- |
| Karma VO | individueel (v) | 33e       | plaatsingsronde: 60e met 588 punten 1e ronde: V van RUS Dasjidorzjeva: 3-7 |

### Schietsport
| Olympiër          | Discipline          | Resultaat | Prestatie                          |
| ----------------- | ------------------- | --------- | ---------------------------------- |
| Kunzang Lenchu VS | 10m luchtgeweer (v) | 45e       | kwalificatie: 45e met 404,9 punten |